# Niva Ploučnice u Žizníkova
Niva Ploučnice u Žizníkova je přírodní památka v Libereckém kraji. Nachází se v okrese Česká Lípa v okolí Žizníkova, který je z administrativního hlediska částí okresního města České Lípy. Chráněné území je zároveň součástí rozsáhlejší evropsky významné lokality Horní Ploučnice. Přírodní památku spravuje Krajský úřad Libereckého kraje.

## Předmět ochrany
Předmětem ochrany je meandrující neregulovaný tok Ploučnice s navazujícím komplexem mokřadních a lučních společenstev v nivě řeky. Přírodní památka byla vyhlášena s cílem chránit vzácné druhů organismů, vázaných na toto přírodní stanoviště. Zejména se jedná o populace vážky klínatky rohaté (Ophiogomphus cecilia) a motýlů modráska bahenního (Phengaris nausithous), modráska očkovaného (Phengaris teleius) a ohniváčka černočerného. Ze savců zde žije vydra říční (Lutra lutra), která je na území České republiky chráněna jako silně ohrožený druh. Důležitá je prostupnost zdejšího toku pro lososa obecného (lososa atlantského).

## Popis
Niva Ploučnice u Žizníkova je nejrozsáhlejší přírodní památkou na Českolipsku a zároveň jednou z nejcennějších částí evropsky významné lokality Horní Ploučnice. Chráněné území kromě samotné Ploučnice obsahuje i její soutok s Dobranovským potokem se závěrečným úsekem tohoto potoka. Území se nachází v klínu mezi silnicí II/262 na severu a železniční tratí Liberec – Česká Lípa na jihovýchodě, která v těchto místech tvoří hranici Chráněné krajinné oblasti Kokořínsko – Máchův kraj. Podél severní hranice území vede cyklostezka Vlčí Důl, která je částí cyklotrasy č. 3054. Dopravní obslužnost Žizníkova zajišťují autobusy městské hromadné dopravy v České Lípě.